# NGC 4710
NGC 4710 ist eine Linsenförmige Galaxie vom Hubble-Typ S0/a und liegt im Sternbild Haar der Berenike am Nordsternhimmel. Sie ist schätzungsweise 48 Millionen Lichtjahre von der Milchstraße entfernt und hat einen Durchmesser von etwa 70.000 Lichtjahren.

Im selben Himmelsareal befindet sich u. a. die Galaxie IC 3806.
Das Objekt wurde am 21. März 1784 von dem deutsch-britischen Astronomen Wilhelm Herschel entdeckt.